# نظام الكشف عن المشاة

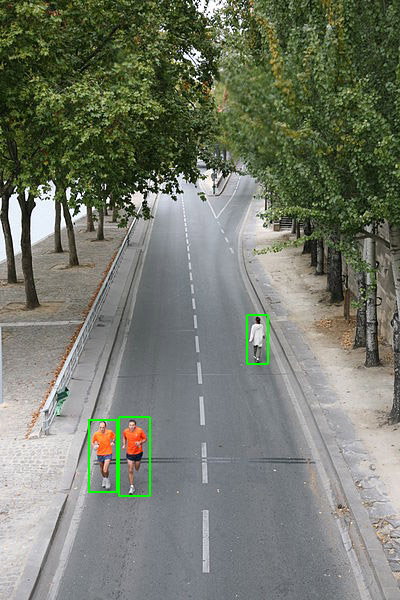
كشف المشاة

يعد نظام الكشف عن المشاة مهمة أساسية وهامة في أي نظام ذكي للمراقبة بالفيديو، حيث يوفر المعلومات الأساسية للفهم الدلالي لمقاطع الفيديو. لها امتداد واضح لتطبيقات السيارات بسبب أمكانياتها في تحسين أنظمة السلامة. العديد من مصنعي السيارات تقدم هذا كخيار في أنظمة مساعدة السائق المتقدمة.